# Liste de hors-la-loi dans le Far West
Voici une liste de hors-la-loi célèbres de l'Ouest américaine. Opposés à la figure du marshal, garant de la loi à l'échelle de la ville, ou du shérif, faisant autorité dans un comté, ils sont souvent devenus des personnages de western coboy westhood.
La majorité des hors-la-loi du Far West s'en prenaient aux banques, aux trains et aux diligences. Certains crimes étaient commis par des Mexicains ou des Indiens contre les Blancs, qui étaient des cibles de choix dans des zones dangereuses, à proximité de la frontière mexicaine, dans les États du Texas, de l'Arizona et de la Californie. Le bandit Pancho Villa, par exemple, était originaire du Mexique.
D'autres furent d'anciens soldats de la Guerre de Sécession, tels que Jesse James, qui profitèrent de l'absence de lois et du caractère sauvage de l'Ouest pour s'enrichir aux dépens des autres. D'autres, enfin, provenaient de la côte Est des États-Unis et espéraient échapper aux poursuites de la police justice royale chérifs américaine.
- Haut – A
- B
- C
- D
- E
- F
- G
- H
- I
- J
- K
- L
- M
- N
- O
- P
- Q
- R
- S
- T
- U
- V
- W
- X
- Y
- Z

## A
- John Hicks Adams (1820–1878)
- Burt Alvord (1867–1910)
- Robert Clay Allison(1841–1887)
- David Lawrence Anderson "Billy Wilson" (1862-1918)
- Arthur morgan (1865-1899)

## B
- Cullen Baker (1839–1869)
- Seaborn Barnes (1849?–1878)
- Richard H. "Rattlesnake Dick" Bartar  (1833–1859)
- Clyde Barrow (1909-1934)
- Sam Bass (1851–1878)
- "Queen" Ann Bassett (1878–1956)
- Josie Bassett (1874–1964)
- Charlie Bassett (c.1847–1896)
- Tom Bell
- Jules Beni (??–1861)
- John Billee (??–1890)
- William « Tulsa Jack » Blake (c.1859–1895)
- Dan Bogan (1860–??)
- Charles "Black Bart" Bolles (1829–??)
- Henry "Dutch Henry" Borne (1849–1930)
- N. K. Boswell (1836–1921)
- Joaquin Botellier (??-??)
- Charlie Bowdre (1848–1880)
- William "Curly Bill" Brocius (c.1845–1882)
- William L. "Buffalo Bill" Brooks (c.1832–1874)
- Henry Newton Brown (1857–1884)
- Rufus Buck (??–1896)
- John Bull (1836–1929)
- Laura "Della Rose" Bullion (alias "The Rose of the Wild Bunch") (1876–1961)
- Frederick Russell Burnham (1861–1947)
- Charlie "Dutch Charley" Burris (??–1881)
- Reuben "Rube" Burrow (1856–1890)
- Matthew Burts (1878–1925)
- Billy Byers

## C
- Frank M. Canton (alias Josiah Horner) (1849–1927)
- "Laughing" Sam Carey (alias Laughing Dick Carey) (??–??)
- Joaquin Carrillo (??-??)
- William "News" Carver (1868–1901)
- Butch Cassidy (1866–1908)
- Jose Chavez y Chavez (1851–1924)
- Ned Christie (1852–1892)
- Billy Claiborne (1860–1882)
- Billy Clanton (1862–1881)
- Ike Clanton (1847–1887)
- "Dynamite" Dan Clifton (1865–c.1896)
- Theodore Clifton (1844–1868)
- Chunk Colbert (??–1874)
- Shotgun John Collins (1851–1922)
- Scott Cooley (1845–1876)
- Brack Cornett (1859–1888)
- Gregorio Cortez (1875–1916)
- Juan Cortina (alias "The Red Robber of the Rio Grande") (1824–1894)
- "Longhair" Jim Courtright (1848–1887)
- George "Flatnose" Curry (1864–1900)

## D
- Robert "Bob" Dalton (1869–1892)
- Emmett Dalton (1871–1937)
- Gratton "Grat" Dalton (1861–1892)
- William "Bill" Dalton (1863–1894)
- John Daly (1839–1864)
- Pancho Daniel (?–1858)
- Roy Daugherty (aka Arkansas Tom Jones) (1870–1924)
- Jackson "Diamondfield Jack" Davis (1879–1949)
- Pat Desmond (1842–1890)
- Charles "Pony" Diehl (?–?)
- Cornelius "Lame Johnny" Donahue (1850–1879)
- Bill Doolin (1858–1896)
- Mart Duggan (1848–1888)
- Rose "Rose of the Cimarron" Dunn (1878-1955)
- William B. Dunn (?–1896)

## E
- Wyatt Earp (1848–1929)
- Javier Escuella (??-1911)
- Jesse Evans (1853–??)

## F
- John Fisher alias"King Fisher" (1854–1884)
- Enrique Flores (1835–1857)
- Friedrich "Plug" Fluger (alias "Colonel Fluger") (??–c. 1868)
- Charles Wilson "Charley" Ford (1857–1884)
- Robert Newton Ford (1862–1891)

## G
- Elijah "Lige" Gardner (c.1846–c.1901)
- Pliney Gardner (c.1835–1893)
- John Joel Glanton (1819–1851)
- Crawford "Cherokee Bill" Goldsby (1876–1896)
- Dick Gosset (?-1869)

## H
- Camila Hanks
- John Wesley Hardin (1853–1895)
- Seth "Spade" Harper(1862–1888)
- Pearl Hart (c.1871–??)
- Apache Kid (c.1860–??)
- Boone Helm (aka "The Kentucky Cannibal") (1828–1864)
- James Butler "Wild Bill" Hickok (1837–1876)
- John "Pink" Higgins (1848–1914)
- Robert Woodson "Wood" Hite  (c.1850–1881)
- Thomas J. "Tom Bell" Hodges (alias "The Outlaw Doc") (1825–1856)
- John Henry "Doc" Holliday (1851–1887)
- Tom Horn (1860–1903)

## I
- Rufus Henry Ingram (1834–??)

## J
- Frank Jackson (1856–1930?)
- Frank James (1843–1915)
- Jesse James (1847–1882)
- Calamity Jane (1852–1903)
- Henry Jerrell (1845–1868)
- Turkey Creek-Jack Johnson (1852?–1887)

## K
- Thomas "Black Jack" Ketchum (1863–1901)
- Henry "Billy the Kid" McCarty  (1859–1881)
- Ben "Tall Texan" Kilpatrick
- Jeff Kidder
- Sandy King (1852?–1881)
- John Kinney (1847–1919)

## L
- Elzy Lay
- Buckskin Frank Leslie (1848?–1930?)
- James Andrew "Dick" Liddil  (1829–1905)
- Pío Linares (??–1857)
- Harvey "Kid Curry" Logan
- "Big" Steve Long " (?–1868)
- Harry "Sundance Kid" Longabaugh  (1863–1908?)
- Wild Bill Longley (1851–1877)
- Frank Loving
- Dutch Van Der Linde

## M
- Chris Madsen
- George "Big Nose George Parrott" Manuse ("George Warden") (??–1881)
- John Mason (??–1866)
- Bat Masterson
- James Masterson
- Mysterious Dave Mather
- Hosea Matthews (1844-1899)
- James "Jim Henry" Henry  (??–1865)
- Sherman McMasters (1853–c. 1892)
- Bob Meeks
- John Middleton (c. 1854–c. 1885)
- Michael "Texas Tom" Miles (1866–1888)
- Jim "Killer" Miller  (1866–1909)
- Jeff Davis Milton
- Bill Miner (1847–1913)
- John J. Moore (1847–1868)
- "Outlaw Bill" (??–1881?)
- Jim Murphy (1861–1879)
- Joaquin Murrieta (c. 1830–1853)
- L.H. Musgrove (??–1868)

John Marston (1873-1911)

## N
- George "Bittercreek" Newcomb (1866–1895)

## O
- Joaquin Ocomorenia
- . Thomas O'Folliard alias Tom "big foot" O'Folliard (1858-1880)
- Edward Capehart O'Kelley (1858–1904)
- "Cool Hand Conor" O'Neill (1865–1888)
- Mike O'Rourke|Mike "Johnny Behind the Deuce" O'Rourke  (1862–1882)
- Commodore Perry Owens

## P
- Tom Pickett (1858–1934)
- Salomon Pico (1821–1860)
- Charley Pierce  (c. 1866–May 2, 1895)
- Jack Powers (1827–1860)
- Procopio (en) (c. 1841–c. 1880)

## Q
- William Quantrill (1837?-c. 1865?)
- Queho (1880–c. 1940)

## R
- Nathaniel Reed "Texas Jack" (1862–1950)
- James C. Reed (1845?–1874)
- Frank Reno (1837–1868)
- Simeon Reno (1843–1868)
- William Reno (1848–1868)
- James Riley "Jim" (1853–??)
- Porter Rockwell
- Charles Roseberry (1843–1868)
- Dave Rudabaugh (1854–1886)
- Charles L. Ruggles (1870–1892)
- John D. Ruggles (1859–1892)

## S
- George Scarborough
- Doc Scurlock (1849–1929)
- John Selman (1839–1896)
- Luke Short (1854–1893)
- Cyrus Skinner (??–1864)
- George Skinner "Reelfoot Williams" (??–1856)
- Jefferson Randolph "Soapy Smith" Smith (1860–1898)
- Frank Sparks (1841–1868)
- "Little Bill" Standifer
- Myra Maybelle Shirley Reed "Belle Starr" Starr (1848–1889)
- Henry Starr (1873–1921)
- Tom Starr "Uncle Tom" (1813–1890)
- Frank Stilwell (c1856–1882)
- Charlie Storms (18??-1881)
- Dallas Stoudenmire

## T
- William "Russian Bill" Tattenbaum (1853–1881)
- Jack Taylor
- Heck Thomas
- Ben Thompson (1842–1884)
- Billy Thompson
- Tom Threepersons
- Bill Tilghman
- Harry Tracy (1874–1902)
- "Dangerous Dan" Tucker
- The Bedwars Demon

## U
- Trino Lee Lopez Ucan (1852–1894)
- Francisco Ulibarri (??-??)
- David "Big Dave" Updyke (1830–1866)

## V
- Dutch Van Der Linde (1855-1911)
- Joaquin Valenzuela (??–1856)
- Tiburcio Vasquez (1835–1875)
- Henry Clay “Hank” Vaughan  (1849–1893)
- "Texas" Jack Vermillion (1842–1911)

## W
- William "Bronco Bill" Walters (1869–1933?)
- Marion(Bill) Williamson (1866-1911)
- Richard "Little Dick" West (1860–1898)
- Henry Clay White (??–1900?)

## X
- Milt Yarberry

## Y
- Bob Younger (1853–1889)
- Cole Younger (1844–1916)

## Z
- Robert Zachary
- Zosky Escobarons (1822-1844) "Los Dos Sombra"